# Белогородка (Киевская область)

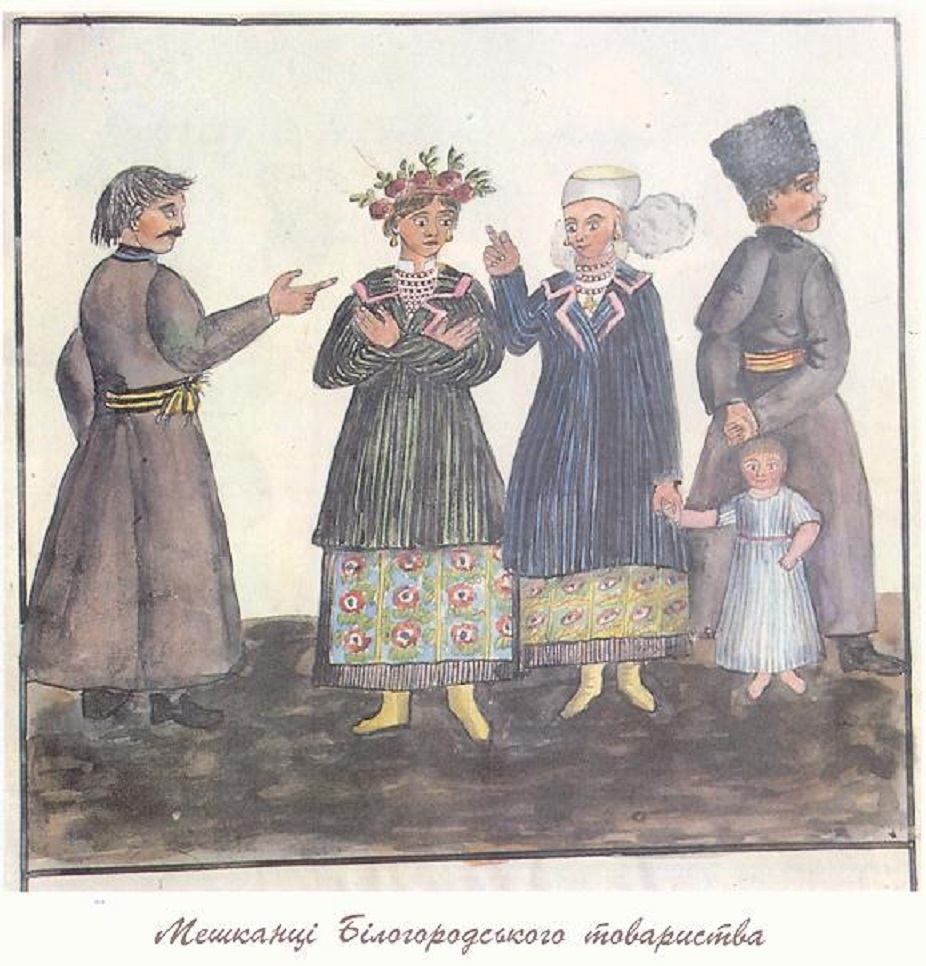

Белогоро́дка (укр. Білогоро́дка) — город в Бучанском районе Киевской области Украины. Расположен на правом берегу реки Ирпень в 8 км от западных окраин Киева и в 22 км от центра столицы.
Площадь — 55 км², население — около 12 000 человек (2022).

## История
Территория современной Белогородки была заселена издавна. В городе обнаружены остатки позднетрипольского поселения (3-е тысячелетие до н. э.), могильник эпохи бронзы (II—I тысячелетия до н. э.), посуда зарубинецкой культуры (II век до н. э. — II век н. э.) В VII—IX веках здесь существовало славянское поселение, где впоследствии возник город Белгород.
Первое упоминание Белгорода относится к 980 году и сделано Нестором-летописцем. Происхождение названия точно не известно. Слово «белый» в те времена могло означать «свободный», и, предположительно, «южный». В 991 году великий князь киевский Владимир Святославич основал здесь город (замок). Это было любимое место пребывания великого князя, где он держал 300 наложниц (специальных девиц для торжественных приветственных церемоний встречи войска, согласно описаниям Приска Панийского выходивших на встречу князю с длинными рушниками и пением песен, здесь же располагалась база дружины и место знаменитых пиров Владимира. Место богатырской силы и мощи земли Святорусской. Здесь на пиру Илья Муромец выпивал за здравие князя Владимира почестную чару в полтреть ведра. Здесь проводились военные ристалища и поединки богатырей перед князем Красное Солнышко. Отсюда дружина богатырская выезжала на битвы с погаными и сюда возвращалась с победами великими. Отсюда до родного города Ильи Муровца дорогою прямоезжею на Чернигов ровно 90 вёрст (нынешний Моровск). Из Белгорода до Моровска не раз устраивали скачки конные «от заутрени до вечерни», описанные в былинах. Б. А. Рыбаков называет его «военным лагерем». В 997 году Белгород во время отсутствия дружины испытал печенежскую осаду.
Именно здесь, в Белгороде, произошло в 997 году первое вече, упомянутое в исторических документах.
С XII века — в составе Киевского княжества, обычно выделялся великим князем киевским одному из своих родственников или союзников в качестве части в Русской земле. В 1159 и 1161 годах осаждался войсками Изяслава Давыдовича Киевского и половцев, в 1171 году — войсками Андрея Боголюбского (все три раза успешной обороной руководили представители смоленской ветви Рюриковичей).
Большой цветущий город был полностью разрушен во время монголо-татарского нашествия в 1240 году. Через некоторое время он возродился. В 1360-х годах Белгород подпал под власть феодальной Литвы. С тех пор он стал называться Белогородкой. Сначала она принадлежала Киевскому замку, а с 1560 года — великому князю литовскому.

## Лаврентий Похилевич о посёлке
- Лаврентий Похилевич в «Сказании о населённых местностях Киевской губернии» (1864 год) пишет:

«Вот список епископов Белгородских, упоминаемых у Нестора:
```
1) Никита, 
хиротонисан
 или определён из пришедших из Греции епископов 
992 года
.
2) Стефан упоминается в 
Никоновой летописи
 под 
1072 годом
 на первом перенесении мощей благоверных русских князей 
Бориса и Глеба
 в 
Вышгороде
.
3) Лука из постриженников Киево-Печерских упоминается под 
1089 годом
 на освящении 
Успенской Печерской церкви
 вместе с Иоанном, митрополитом Киевским и всей России.
4) Никита II, 
хиротонисан
 
1113 года
, упоминается во втором перенесении мощей благоверных князей 
Бориса и Глеба
 в 
Вышгороде
.
5) Феодор, бывший на соборе Киевском 
1147 года
 при решении поставлять Киевских митрополитов главой святого Климента.
6) Дионисий, 7) Иоанн, 8) Кириней, по списку 
Никонову
 без указания лет.
9) Максим упоминается в 
1189 году
, а скончался в 
1190
-м году.
10) Адриан в 
1190 году
 
хиротонисан
 из игуменов 
Выдубецкого монастыря
 и духовников князя 
Рюрика
; упоминается и 
1197 года
 при вторичном освящении в Белгороде епископской церкви.
```

По разорении Киева и его окрестностей монголо-татарами Белогородка поступила в 1320 году под владение литовцев вследствие победы Гедимина над Татарами при реке Ирпене. Эта знаменитая победа происходила у самой Белогородки, где Татары с малочисленными полками Киевскими старались воспрепятствовать переправе Гедемина чрез реку. У Гедимина были следующие полковники и воеводы славянские: Громвал, Турнал, Перунад, Ладим, Прейдеслав, Светольд и Блудич. Два князья татарские, Тимур и Диваст, погибли в этой битве, и вслед за тем взят Гедемином Киев. При польском владычестве Белогородка принадлежала митрополитам Киевским или Софийскому монастырю. Польские историки описывают её лежащей среди лесов, простиравшихся от Днепра и реки Припяти и называют окрестности Белогородки Киевским полесьем. Белгородка состояла в монастырском владении до поступления в казну недвижимых монастырских имений в конце прошедшего столетия. С того времени только мельница на реке Ирпени с небольшим участком земли оставлена во владении митрополичьего дома, получающего от неё до 1500 рублей в год арендного дохода. Из древностей Белгорода ничего не осталось, кроме двойных высоких валов, из коих в среднем или внутреннем, где ныне церковь, был по преданию Владимиров замок. Чрез Белогородку в древнее время проходила главная дорога во Владимир Волынский и в окрестностях её, кроме других событий, произошло достопамятное ослепление князя Теребовльского Василька, так трогательно описанное летописцем. В новейшее время на Белогородку направлялся Житомирский почтовый тракт и здесь была первая от Киева почтовая станция. Но в 1854 году, по открытии Киево-Брестского шоссе, тракт этот пересёк реку Ирпень в пяти верстах севернее Белогородки. Ныне в Белогородке сельское управление, сельский запасной магазин и в 1862 году образована из 500 десят. казённых запасных земель и 3 мельниц ферма, отдаваемая в аренду на 48 лет. Жителей обоего пола в 170 дворах православных 1524, евреев 45.
Предместье Игнатовка, отделяемое от Белогородки только рекой Ирпинем, ныне причисляется к владельческому Гореничскому имению. Предместье это стало заселяться после Андрусовского мира, когда река Ирпень сделалась пограничной. Оно получило своё название от Игнатия Шуйского, коему в половине прошлого века принадлежал Ясногородский ключ и земли до реки Ирпеня. В начале текущего столетия в Игнатовке было не более 10 еврейских домов. В настоящее время жителей в Игнатовке обоего пола: христиан 80, евреев 400. Торговля довольно значительна по близости к Киеву Игнатовки. В местечке резиденция станового пристава и судебного следователя.
Приходская церковь в Белогородке деревянная во имя Воскресения Христова, 5-го класса; земли имеет 40 десятин; неизвестно, в каком году построена, а фундаментально исправлена в 1848-м на счёт казны и прихожан. При ней священником Симеоном Птицыным заведено приходское училище, одно из лучших в губернии».
Административно входило в состав Киевского уезда, являясь волостным центром.

## Киевский укреплённый район
На рубеже 1920-х/1930-х вокруг Киева началось строительство укреплений на случай войны с Польшей. Белогородка была самой западной точкой первой линии укреплений. Отсюда и до Юровки фронт укреплений не был прикрыт рекой. На территории Белогородской общины ширина первой линии укреплений наибольшая. Расстояние от передовых до тыловых дотов составляет 8 км. На территории Белогородской общины расположена сотня ДОТов, на территории собственно города — два десятка. Почти все они относились к двадцатому батальонному району обороны, северные — к третьему. Семь из них объявлены памятниками истории. Только в двадцатом батальонном районе обороны использовались пулемётные гнёзда типа «Барбет»

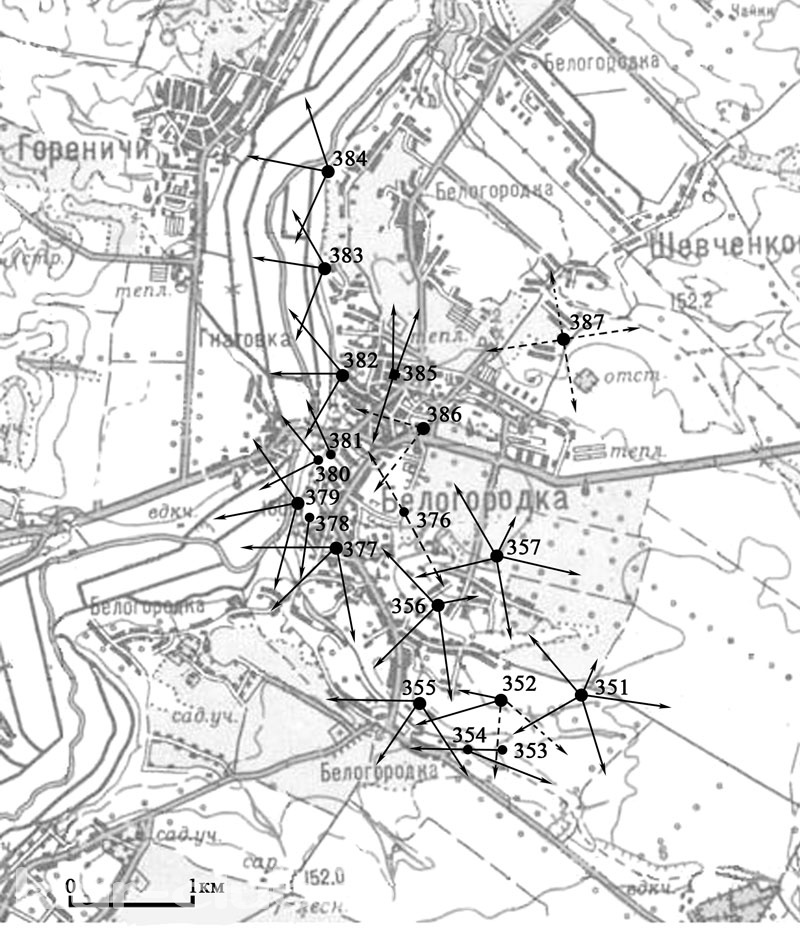
Схема двадцатого батальонного района обороны
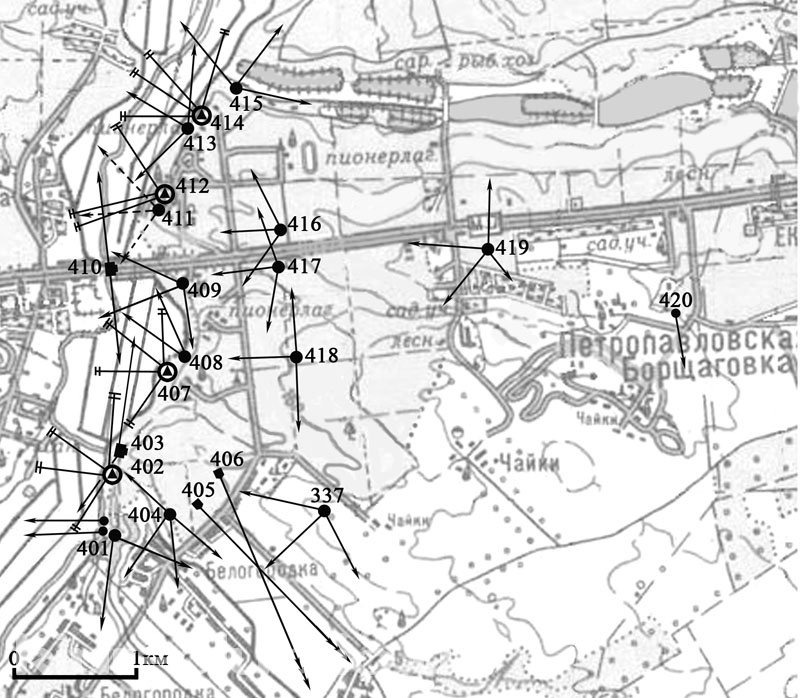
Схема третьего батальонного района обороны
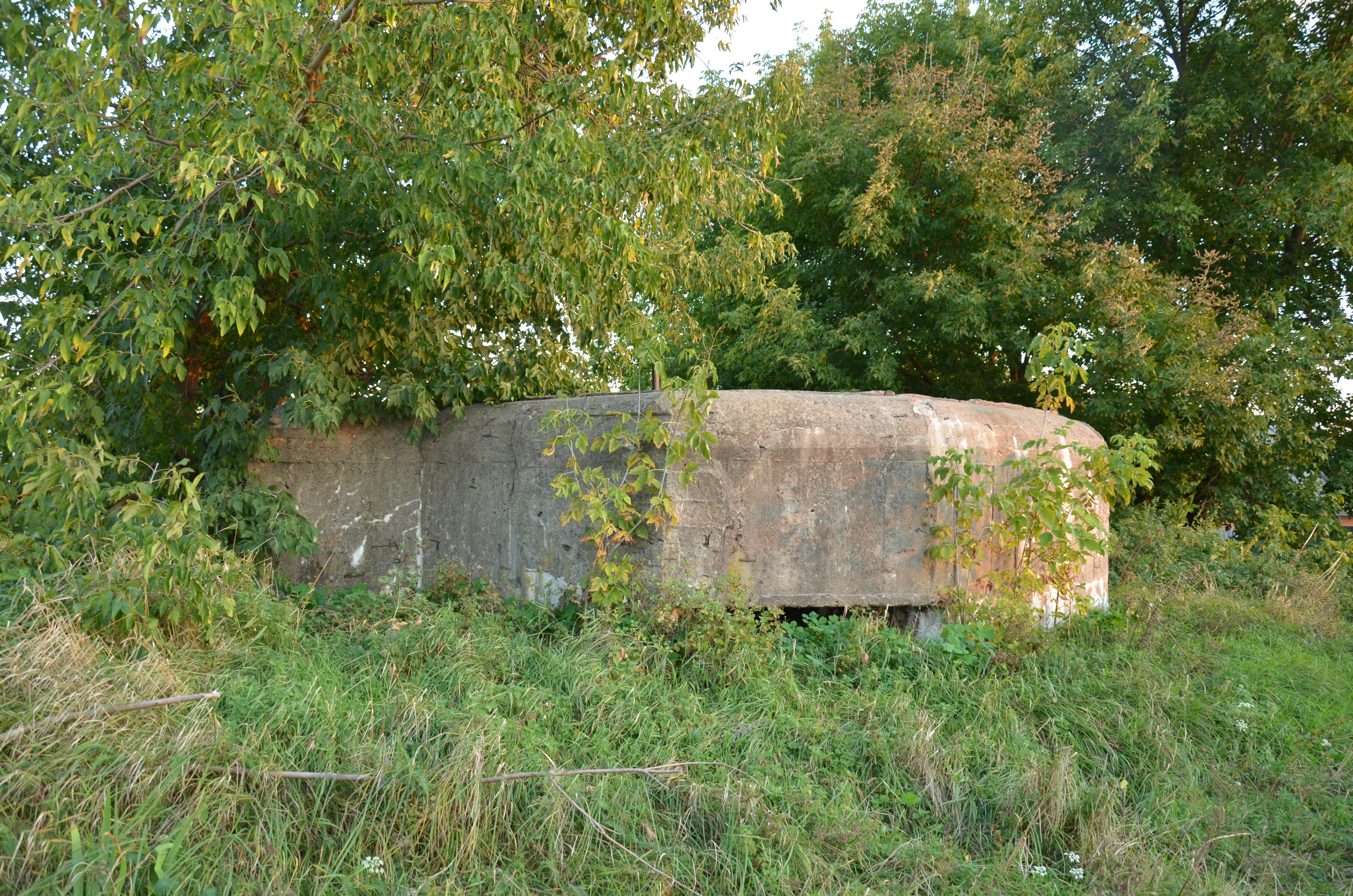
ДОТ № 356
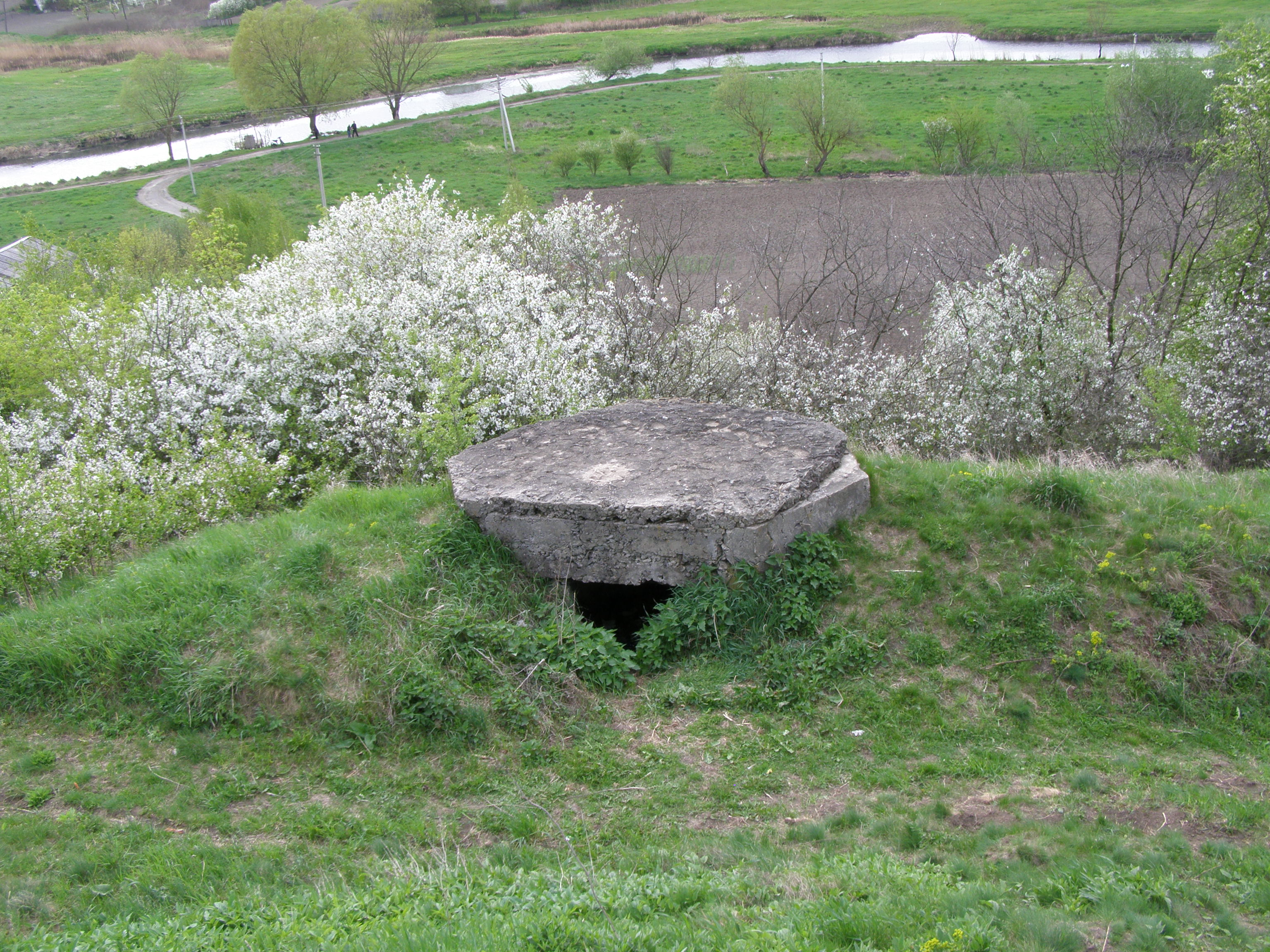
пулемётное гнездо типа «Барбет» № 380
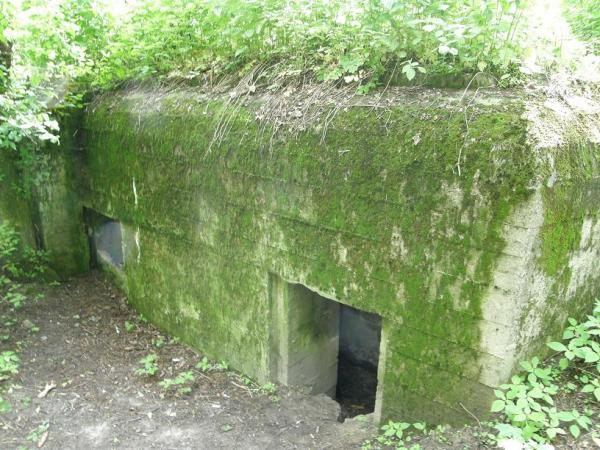
ДОТ № 404
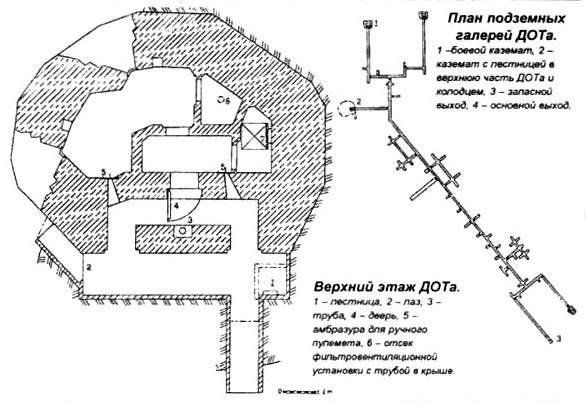
Схема ДОТа № 402 типа "Мина"

## Известные уроженцы
- Дегтярёв, Василий Леонтьевич — Герой Советского Союза.
- Мнышенко, Михаил Яковлевич — Герой Советского Союза.
- Печёный, Николай Николаевич — Герой Советского Союза.